# 宝田沙織
宝田 沙織（たからだ さおり、1999年12月27日 - ）は、富山県出身の女子サッカー選手。セレッソ大阪ヤンマーレディース所属。サッカー日本女子代表。ポジションはフォワード、ミッドフィルダー、ディフェンダー、ゴールキーパー。セレッソ大阪堺レディース（現セレッソ大阪ヤンマーレディース）3期生。

## 経歴
富山県中新川郡立山町出身。立山町立立山中央小学校→堺市立月州中学校→大阪学芸高等学校を経て、大阪大谷大学人間社会学部スポーツ健康学科在籍中。
立山中央小学校在学時代に富山市の特定非営利活動法人・ひがしスポーツクラブ活動が運営するジュニアサッカーチームであるFCひがしJr.に入団してサッカーを始める。
2011年、小学校6年次に日本サッカー協会（JFA）が主催した『2011 ナショナルトレセンU-12北信越メンバー』にゴールキーパーとして選出された経験があり、また富山県体育協会が行っている『未来のアスリート発掘事業』の第6期生に選抜されている。

### クラブ
セレッソ大阪堺レディース
2012年、中学校に進学する際、地元富山でなく大阪府堺市に開校したJFAアカデミー堺第1期生として入学。JFAアカデミー堺はチームではなく、試合が無いため、入学と同時にセレッソ大阪堺レディースに入団して試合に出場するスタイルで鍛錬を重ねる。
セレッソ大阪堺レディース入団当初はゴールキーパーをメインにプレーしているが、2012年6月にU-13日本女子選抜チームに選出されてアジアサッカー連盟（AFC）公認大会のAFCガールズトーナメント（中華人民共和国）に出場した際にはゴールキーパーとフィールドプレーヤーの両方で登録されており、大会の第2戦（対台湾女子U-13戦）では背番号1のフィールドプレーヤーとして得点を擧げている。
2012年から2014年までJFAが育成年代の女子ゴールキーパー選手を対象に行っていた『スーパー少女プロジェクト』のトレーニングキャンプに選抜され参加した。
2015年にU-16日本女子代表に選出された際は、ディフェンダー登録であり、センターバックで試合に出場したこともある。同年にAFC U-16女子選手権2015（中華人民共和国・武漢市）では背番号6のDF登録であった。この時には初戦のウズベキスタン戦と準決勝のタイ王国戦でゴールを擧げている。
2016年、2016 FIFA U-17女子ワールドカップ（ヨルダン）に出場するU-17日本女子代表にミッドフィールダーとして選出される。大会ではグループリーグ初戦のガーナ戦、第2戦のパラグアイ戦でそれぞれ得点を擧げるなど主力として活躍し、大会準優勝に寄与した。またこの年はセレッソ大阪堺ではディフェンダー登録ながらなでしこリーグ2部リーグ戦でチーム最多の7得点を擧げ、リーグ通算でも5位となっている。
2017年にセレッソではフォワード登録に変更され、同時に背番号も「11」に変更された。なでしこリーグ2部では、2位に11点差をつけるダントツの22点を擧げて得点王となった。シーズン通算29試合30得点で終えた。さらにU-19日本女子代表に選出され、10月のAFC U-19女子選手権2017（中華人民共和国・南京市）に出場、初戦のベトナム戦でハットトリックを決めるなどチーム最多の5得点を記録。5試合で5得点2アシストの活躍で、日本女子チームは2大会連続優勝に輝いた。
2018年2月、クラブとアマチュア選手契約を締結。5月26日のジェフユナイテッド市原・千葉レディース戦でなでしこリーグ通算100試合出場を達成した。
同年8月にフランスで行われた2018 FIFA U-20女子ワールドカップでは、6試合で5得点3アシストと活躍して日本の優勝に貢献した。また、シルバーボール（大会優秀選手）とブロンズブーツ（得点3位）を受賞している。「AFC年間最優秀ユースプレーヤー（女子）賞」を受賞した。
2019年、2019 FIFA女子ワールドカップ代表メンバーに選ばれていた植木理子が直前合宿中に怪我のためチームを離脱し、その代役フォワードとして追加招集された。同年6月10日、初戦のアルゼンチン戦にてなでしこジャパン初出場。
2020年、セレッソではFW、MF、DFで出場し、前後半でポジションを変える試合もあった。また、ベンチメンバーにGKがいない試合では宝田がGKの代役として捉えられた。チームは2年前の最下位から変わって4位になったが、「4位は微妙な気がする。成長したと思うが、勝てるところを落とした試合もあった。そこをなくせば、優勝争いができたと思うので、悔しい思いが強いです。」と話した。
ワシントン・スピリット
2021年よりアメリカ・NWSLのワシントン・スピリットに移籍。リーグ戦10試合、カップ戦3試合に出場。
リンシェーピングFC
2022年1月6日、スウェーデン・ダームアルスヴェンスカン（女子1部リーグ）のリンシェーピングFCへの移籍が発表された。
2023年11月29日、2023シーズン終了をもって退団。
レスター・シティ
2023年12月8日、イングランドのウィメンズ・スーパーリーグに所属するレスター・シティWFCと2年半の契約に合意した。背番号は15。
セレッソ大阪ヤンマーレディース
2025年6月14日、セレッソ大阪ヤンマーレディースへ完全移籍での復帰が発表された。

## プレースタイル
フォワードからゴールキーパーまですべてのポジションで起用されたことがある。

## 個人成績

### クラブ
| クラブ                         | シーズン       | リーグ                   | 背番号 | リーグ戦 | リーグ戦 | カップ戦 | カップ戦 | リーグ杯 | リーグ杯 | UEFA | UEFA | 合計 | 合計 |
| クラブ                         | シーズン       | リーグ                   | 背番号 | 出場     | 得点     | 出場     | 得点     | 出場     | 得点     | 出場 | 得点 | 出場 | 得点 |
| ------------------------------ | -------------- | ------------------------ | ------ | -------- | -------- | -------- | -------- | -------- | -------- | ---- | ---- | ---- | ---- |
| セレッソ大阪堺レディース       | 2013           | チャレンジ               | 15     | 21       | 2        | 1        | 0        | —        | —        | —    | —    | 22   | 2    |
| セレッソ大阪堺レディース       | 2014           | チャレンジWEST           | 11     | 21       | 0        | -        | -        | —        | —        | —    | —    | 21   | 0    |
| セレッソ大阪堺レディース       | 2015           | チャレンジWEST           | 11     | 18       | 9        | -        | -        | —        | —        | —    | —    | 18   | 9    |
| セレッソ大阪堺レディース       | 2016           | なでしこ2部              | 11     | 14       | 7        | 1        | 0        | 8        | 3        | —    | —    | 23   | 10   |
| セレッソ大阪堺レディース       | 2017           | なでしこ2部              | 11     | 18       | 22       | 2        | 1        | 9        | 7        | —    | —    | 29   | 30   |
| セレッソ大阪堺レディース       | 2018           | なでしこ1部              | 11     | 18       | 4        | 2        | 1        | 8        | 0        | —    | —    | 28   | 5    |
| セレッソ大阪堺レディース       | 2019           | なでしこ2部              | 11     | 15       | 10       | 0        | 0        | 6        | 4        | —    | —    | 21   | 14   |
| セレッソ大阪堺レディース       | 2020           | なでしこ1部              | 11     | 18       | 2        | 3        | 0        | —        | —        | —    | —    | 21   | 2    |
| セレッソ大阪堺レディース       | 通算           | 通算                     | 通算   | 143      | 56       | 9        | 2        | 31       | 14       | 0    | 0    | 183  | 72   |
| ワシントン・スピリット         | 2021           | NWSL                     | 7      | 10       | 0        | —        | —        | 3        | 0        | —    | —    | 13   | 0    |
| リンシェーピングFC             | 2022           | ダームアルスヴェンスカン | 6      | 25       | 3        | 3        | 0        | —        | —        | -    | -    | 28   | 3    |
| リンシェーピングFC             | 2023           | ダームアルスヴェンスカン | 6      | 26       | 2        | 3        | 0        | —        | —        | 2    | 0    | 31   | 2    |
| リンシェーピングFC             | 通算           | 通算                     | 通算   | 51       | 5        | 6        | 0        | 0        | 0        | 2    | 0    | 59   | 5    |
| レスター・シティ               | 2023-24        | WSL                      | 15     | 11       | 1        | 4        | 1        | 1        | 0        | -    | -    | 16   | 2    |
| レスター・シティ               | 2024-25        | WSL                      | 15     | 22       | 1        | 1        | 0        | 3        | 0        | -    | -    | 26   | 1    |
| レスター・シティ               | 通算           | 通算                     | 通算   | 33       | 2        | 5        | 1        | 4        | 0        | 0    | 0    | 42   | 3    |
| セレッソ大阪ヤンマーレディース | 2025/26        | WE                       | 11     |          |          |          |          |          |          | -    | -    |      |      |
| 通算                           | 日本           | 日本                     | 1部    | 36       | 6        | 5        | 1        | 8        | 0        | 0    | 0    | 49   | 7    |
| 通算                           | 日本           | 日本                     | 2部    | 107      | 50       | 4        | 1        | 23       | 14       | 0    | 0    | 134  | 65   |
| 通算                           | アメリカ合衆国 | アメリカ合衆国           | 1部    | 10       | 0        | 0        | 0        | 3        | 0        | 0    | 0    | 13   | 0    |
| 通算                           | スウェーデン   | スウェーデン             | 1部    | 51       | 5        | 6        | 0        | 0        | 0        | 2    | 0    | 59   | 5    |
| 通算                           | イングランド   | イングランド             | 1部    | 33       | 2        | 5        | 1        | 4        | 0        | 0    | 0    | 42   | 3    |
| 総通算                         | 総通算         | 総通算                   | 総通算 | 237      | 63       | 20       | 3        | 38       | 14       | 2    | 0    | 297  | 80   |

- 日本女子サッカーリーグ
  - 初出場 - 2013年4月7日 チャレンジリーグ 第1節 スフィーダ世田谷FC戦 (駒沢オリンピック公園陸上競技場)[36]
  - 初得点 - 2013年4月7日 チャレンジリーグ 第1節 スフィーダ世田谷FC戦 (駒沢オリンピック公園陸上競技場)[36]

- ナショナル・ウィメンズ・サッカーリーグ
  - 初出場 - 2021年5月17日 オーランド・プライド戦 (インター&コ・スタジアム)[37]

- ダームアルスヴェンスカン
  - 初出場 - 2022年3月27日 第1節 ヴィットショーGIK（英語版）戦 (ビルボルセン・アリーナ（英語版）)[37]
  - 初得点 - 2022年3月27日 第1節 ヴィットショーGIK戦 (ビルボルセン・アリーナ)[37]

- ウィメンズ・スーパーリーグ
  - 初出場 - 2024年1月20日 第11節 アストン・ヴィラ戦 (ピレリ・スタジアム)[37]
  - 初得点 - 2024年2月19日 第14節 ブリストル・シティ戦 (キング・パワー・スタジアム)[37]

- UEFA女子チャンピオンズリーグ
  - 初出場 - 2023年9月7日 UWCL2023-24 予選ラウンド1回戦準決勝 アーセナル戦 (リンシェーピング・アリーナ（英語版）)[37]

### 代表
- 2019年6月10日 - 日本女子代表初出場 -  アルゼンチン戦 (2019 FIFA女子ワールドカップ)
- 2021年6月10日 - 日本女子代表初得点 -  ウクライナ戦 (国際親善試合)

#### 主な出場大会
- U-17日本女子代表
  - 2016年 - 2016 FIFA U-17女子ワールドカップ
- U-20日本女子代表
  - 2018年 - 2018 FIFA U-20女子ワールドカップ
- 日本女子代表（なでしこジャパン）
  - 2019年 - 2019 FIFA女子ワールドカップ
  - 2021年 - 2020年東京オリンピック
  - 2022年 - 2022 AFC女子アジアカップ
  - 2022年 - EAFF E-1サッカー選手権2022
  - 2023年 - 2023 シービリーブスカップ
  - 2025年 - 2025 シービリーブスカップ

#### 試合数
| 日本代表 | 国際Aマッチ | 国際Aマッチ |
| 年       | 出場        | 得点        |
| -------- | ----------- | ----------- |
| 2019     | 3           | 0           |
| 2021     | 6           | 1           |
| 2022     | 10          | 0           |
| 2023     | 2           | 0           |
| 2025     | 3           | 0           |
| 通算     | 24          | 1           |

2025年6月27日現在

#### 出場試合
| 出場試合一覧 | 出場試合一覧   | 出場試合一覧     | 出場試合一覧                                           | 出場試合一覧         | 出場試合一覧 | 出場試合一覧       | 出場試合一覧                | 出場試合一覧 |
| #            | 開催日         | 開催都市         | スタジアム                                             | 対戦国               | 結果         | 監督               | 大会                        | 出典         |
| ------------ | -------------- | ---------------- | ------------------------------------------------------ | -------------------- | ------------ | ------------------ | --------------------------- | ------------ |
| 1.           | 2019年6月10日  | パリ             | パルク・デ・プランス                                   | アルゼンチン         | △ 0-0        | 高倉麻子           | 2019 FIFA女子ワールドカップ | [ 38 ]       |
| 2.           | 2019年6月19日  | ニース           | スタッド・ド・ニース                                   | イングランド         | ● 0-2        | 高倉麻子           | 2019 FIFA女子ワールドカップ | [ 39 ]       |
| 3.           | 2019年6月25日  | レンヌ           | ロアゾン・パルク                                       | オランダ             | ● 1-2        | 高倉麻子           | 2019 FIFA女子ワールドカップ | [ 40 ]       |
| 4.           | 2021年4月8日   | 仙台             | ユアテックスタジアム仙台                               | パラグアイ           | ○ 7-0        | 高倉麻子           | 国際親善試合                | [ 41 ]       |
| 5.           | 2021年4月11日  | 東京             | 国立競技場                                             | パナマ               | ○ 7-0        | 高倉麻子           | 国際親善試合                | [ 42 ]       |
| 6.           | 2021年6月10日  | 広島             | エディオンスタジアム広島                               | ウクライナ           | ○ 8-0        | 高倉麻子           | 国際親善試合                | [ 43 ]       |
| 7.           | 2021年7月14日  | 亀岡             | サンガスタジアム by KYOCERA                            | オーストラリア       | ○ 1-0        | 高倉麻子           | MS&ADカップ2021             | [ 44 ]       |
| 8.           | 2021年7月27日  | 利府             | 宮城スタジアム                                         | チリ                 | ○ 1-0        | 高倉麻子           | 2020年東京オリンピック      | [ 45 ]       |
| 9.           | 2021年11月25日 | アルメレ         | ヤンマー・スタディオン                                 | アイスランド         | ● 0-2        | 池田太             | 国際親善試合                | [ 46 ]       |
| 10.          | 2022年1月21日  | プネー           | シュリー・シヴ・チャトラパティ・スポーツコンプレックス | ミャンマー           | ○ 5-0        | 池田太             | 2022 AFC女子アジアカップ    | [ 47 ]       |
| 11.          | 2022年1月24日  | プネー           | シュリー・シヴ・チャトラパティ・スポーツコンプレックス | ベトナム             | ○ 3-0        | 池田太             | 2022 AFC女子アジアカップ    | [ 48 ]       |
| 12.          | 2022年1月30日  | ナビムンバイ     | DYパティル・スタジアム                                 | タイ                 | ○ 7-0        | 池田太             | 2022 AFC女子アジアカップ    | [ 49 ]       |
| 13.          | 2022年6月24日  | スタラ・パゾヴァ | スポーツ・センターFAS                                  | セルビア             | ○ 5-0        | 池田太             | 国際親善試合                | [ 50 ]       |
| 14.          | 2022年6月27日  | トゥルク         | ヴェリタス・スタジアム                                 | フィンランド         | ○ 5-1        | 池田太             | 国際親善試合                | [ 51 ]       |
| 15.          | 2022年7月19日  | 鹿嶋             | 茨城県立カシマサッカースタジアム                       | 韓国                 | ○ 2-1        | 池田太             | EAFF E-1サッカー選手権2022  | [ 52 ]       |
| 16.          | 2022年7月23日  | 鹿嶋             | 茨城県立カシマサッカースタジアム                       | チャイニーズタイペイ | ○ 4-1        | 池田太             | EAFF E-1サッカー選手権2022  | [ 53 ]       |
| 17.          | 2022年7月26日  | 鹿嶋             | 茨城県立カシマサッカースタジアム                       | 中華人民共和国       | △ 0-0        | 池田太             | EAFF E-1サッカー選手権2022  | [ 54 ]       |
| 18.          | 2022年10月9日  | 長野             | 長野Uスタジアム                                        | ニュージーランド     | ○ 2-0        | 池田太             | MS&ADカップ2022             | [ 55 ]       |
| 19.          | 2022年11月11日 | ムルシア         | ピナタル・アレーナ                                     | イングランド         | ● 0-4        | 池田太             | 国際親善試合                | [ 56 ]       |
| 20.          | 2023年2月19日  | ナッシュビル     | ジオディス・パーク                                     | アメリカ合衆国       | ● 0-1        | 池田太             | 2023 シービリーブスカップ   | [ 57 ]       |
| 21.          | 2023年4月7日   | ギマラインス     | エスタディオ・D. アフォンソ・エンリケス                | ポルトガル           | ○ 2-1        | 池田太             | 国際親善試合                | [ 58 ]       |
| 22.          | 2025年2月23日  | グレンデール     | ステートファーム・スタジアム                           | コロンビア           | ○ 4-1        | ニルス・ニールセン | 2025 シービリーブスカップ   | [ 59 ]       |
| 23.          | 2025年2月27日  | サンディエゴ     | スナップドラゴン・スタジアム                           | アメリカ合衆国       | ○ 2-1        | ニルス・ニールセン | 2025 シービリーブスカップ   | [ 60 ]       |
| 24.          | 2025年6月27日  | マドリード       | エスタディオ・ムニシパル・デ・ブタルケ                 | スペイン             | ● 1-3        | ニルス・ニールセン | 国際親善試合                | [ 61 ]       |

#### ゴール
| ゴール一覧 | ゴール一覧    | ゴール一覧 | ゴール一覧               | ゴール一覧 | ゴール一覧 | ゴール一覧 | ゴール一覧   | ゴール一覧 |
| #          | 開催日        | 開催都市   | スタジアム               | 対戦国     | 結果       | 監督       | 大会         | 出典       |
| ---------- | ------------- | ---------- | ------------------------ | ---------- | ---------- | ---------- | ------------ | ---------- |
| 1.         | 2021年6月10日 | 広島       | エディオンスタジアム広島 | ウクライナ | ○ 8-0      | 高倉麻子   | 国際親善試合 | [ 62 ]     |

## タイトル

### クラブ
- セレッソ大阪堺レディース
  - プレナスチャレンジリーグWEST: 1回 (2015)
  - なでしこリーグカップ2部: 2回 (2017、2019)

- セレッソ大阪堺ガールズ
  - 関西女子サッカーリーグ1部: 3回 (2015、2016、2017)
  - JFA 全日本U-18女子サッカー選手権大会: 2回 (2015、2016)
  - 高円宮妃杯 JFA 全日本U-15女子サッカー選手権大会: 1回 (2015)

### 代表
- U-20日本女子代表
  - FIFA U-20女子ワールドカップ: 1回 (2018)

- 日本女子代表（なでしこジャパン）
  - EAFF E-1サッカー選手権: 1回 (2022)
  - シービリーブスカップ: 1回 (2025)

### 個人
- JFA 全日本U-18女子サッカー選手権大会 得点王: 1回 (2015)
- なでしこリーグ2部 得点王: 1回 (2017)
- FIFA U-20女子ワールドカップ
  - シルバーボール（大会優秀選手）: 1回 (2018)
  - ブロンズブーツ（得点3位）: 1回 (2018)
- AFC年間最優秀ユースプレーヤー（女子）賞: 1回 (2018)